# Neotridactylus
Neotridactylus is een geslacht van rechtvleugeligen uit de familie Tridactylidae. De wetenschappelijke naam van dit geslacht is voor het eerst geldig gepubliceerd in 1972 door Klaus Günther.

## Soorten
Het geslacht Neotridactylus omvat de volgende soorten:
- Neotridactylus achavali Günther, 1972
- Neotridactylus albidus Günther, 1976
- Neotridactylus apicialis Say, 1825
- Neotridactylus archboldi Deyrup & Eisner, 1996
- Neotridactylus australis Bruner, 1916
- Neotridactylus cantralli Günther, 1976
- Neotridactylus carbonelli Günther, 1972
- Neotridactylus obscurus Bruner, 1916
- Neotridactylus obsoletus Günther, 1976
- Neotridactylus occultus Günther, 1976
- Neotridactylus parvilamellatus Günther, 1976
- Neotridactylus pentacuminatus Günther, 1989
- Neotridactylus politus Bruner, 1916
- Neotridactylus punctulatus Günther, 1976
- Neotridactylus rentzi Günther, 1976
- Neotridactylus spinosus Günther, 1974